# Apache Geronimo
Apache Geronimo – otwarty serwer aplikacji dla platformy Java EE stworzony i rozwijany przez Apache Software Foundation. Rozpowszechniany na licencji Apache License.